# You're Under Arrest (manga)
Pour les articles homonymes, voir You're Under Arrest.
Autre
You're Under Arrest (逮捕しちゃうぞ, Taiho shichau zo) est un manga de Kōsuke Fujishima, publié en français aux éditions Pika Édition en sept volumes. Il a été abondamment adapté en dessin animé sous forme de séries, films et OAVs (voir You're Under Arrest) ainsi qu'en drama.

## Résumé de l'histoire
Natsumi et Miyuki sont deux magnifiques policières de choc de la police de Tokyo aux caractères très différents. Partenaires, elles pourchassent les criminels, de préférence en cassant tout sur leur passage… tout en assumant leur vie sentimentale et leur amitié.

## Publication
Prépublié dans le magazine Morning de 1986 à 1992. Paru originellement en japonais aux éditions Kōdansha. Publié en France par Manga Player puis Pika Édition. Paru en Italie aux éditions Comic Art, en Allemagne EMA.

## Liste des volumes
- édition Manga Player:

1. Tome 1 10/1998  (ISBN 2-910104-63-X)
2. Tome 2 02/1999  (ISBN 2-910104-71-0)
3. Tome 3 05/1999  (ISBN 2-910104-90-7)
4. Tome 4 07/1999  (ISBN 2-84518-001-2)
5. Tome 5 11/1999  (ISBN 2-84518-013-6)

- édition Pika:

1. Tome 1 08/2000  (ISBN 2-84599-026-X)
2. Tome 2 08/2000  (ISBN 2-84599-027-8)
3. Tome 3 08/2000  (ISBN 2-84599-028-6)
4. Tome 4 08/2000  (ISBN 2-84599-029-4)
5. Tome 5 08/2000  (ISBN 2-84599-030-8)
6. Tome 6 04/2000  (ISBN 2-84599-001-4)
7. Tome 7 05/2000  (ISBN 2-84599-009-X)

## Personnages principaux
Miyuki Kobayakawa (小早川 美幸, Kobayakawa Miyuki)
Une policière de Tokyo. Plutôt introvertie, elle est douce et sérieuse.
Natsumi Tsujimoto (辻本 夏実, Tsujimoto Natsumi)
Une policière de Tokyo. Plus extravertie et énergique que Miyuki, elle est sa meilleure amie et sa coéquipière. Elle a une très grande force physique égale à son appétit.
Ken Nakajima (中嶋 剣, Nakajima Ken)
Un policier qui roule à moto. Portant toujours des lunettes noires, il est amoureux de Miyuki mais est trop timide pour lui avouer.
Kachou (課長)
Le chef de Miyuki et Natsumi. La force tranquille du commissariat, souriant et chaleureux, Natsumi est amoureuse de lui.
Yoriko Nikaidō (二階堂 頼子, Nikaidō Yoriko)
Une policière à lunettes qui aime les ragots. Proche de Futaba.
Futaba Aoi (葵 双葉, Aoi Futaba)
Un policier travesti qui se fait passer pour une femme. Il/elle est sensible et romantique.
Inspecteur Tokuno (徳野警部, Tokuno Keibu)
Le chef des enquêteurs en civil, il a souvent recours à l'aide des filles. Il  fait office de vieux sage dans la brigade.